# Mulheres polovetsianas
As mulheres polovetsianas (Полове́цькі ба́би em ucraniano) são estátuas de pedra funerária erigidas pelos polovetsianos ( quipechaques, cumanos), constituind-se como monumentos de arte sacra dos séculos IX a XIII. Mais de dois mil sobrevivem atualmente, localizados sobretudo no território da Ucrânia e no sul da Rússia . Simbolizavam os ancestrais, tendo sido colocados em santuários especialmente construídos para eles. Eram geralmente erguidos no topo de montes altos ou colinas, como recintos comuns quadrados ou retangulares construídos de pedra. O tamanho dos santuários provavelmente dependia do número de ancestrais nele honrados. Frequentemente, duas estátuas foram colocadas com os rostos voltados para o leste , masculino e feminino: ancestrais do kosha. Ocasionalmente existiam santuários com um aglomerado de estátuas, pelo menos 12 a 15 em cada. Ossos de carneiros foram encontrados ao pé das estátuas, assim como bonecas, esculturas e estelas antropomórficas, entre outros artefatos